# Allison Gardner
Allison Gardner est une personnalité politique britannique, membre du Parti travailliste. Depuis 2024, elle est députée de Stoke-on-Trent South. 
Elle commence sa carrière comme enseignante en sciences au Royaume-Uni, obtient un doctorat en biologie moléculaire, et enseigne à l’université de Keele. Elle se spécialise ensuite en IA comme conseillère pour le NHS et directrice de Women Leading in AI.  
En 2024, elle est élue députée de Stoke-on-Trent South, avec un focus sur l'éducation SEND, la sécurité routière, et les eaux usées. 

## Biographie

### Enfance
Allison Gardner naît à Singapour pendant que son père est en poste dans la Marine et grandit avec sa mère irlandaise, directrice d'usine.

### Carrière professionnelle
Allison Gardner commence sa carrière en tant qu'enseignante en sciences dans les écoles secondaires au Royaume-Uni, où elle travaille pendant environ 30 ans. Elle enseigne notamment à Leeds et Halifax pendant six ans, puis dans un collège international en Espagne. Pendant cette période, elle obtient un doctorat en biologie moléculaire et enseigne également à l’Université de Keele, où elle dirige le programme d'apprentissage en science des données. 
Par la suite, Allison Gardner se spécialise dans le domaine de l'intelligence artificielle et occupe le poste de conseillère scientifique principale pour le NHS. Elle est également directrice de Women Leading in AI et collabore à l'international avec des organisations telles que l'ONU afin de promouvoir une utilisation éthique de l'intelligence artificielle.

### Carrière politique
En  2017, Allison Gardner s'implique dans la politique en devenant coordinatrice de la campagne pour les élections générales à Newcastle-under-Lyme, contribuant à la victoire étroite du Labour dans cette circonscription. Elle est également impliquée dans la campagne pour sauver le Bradwell Community Hospital.
En 2024, elle est élue députée travailliste de Stoke-on-Trent Sud avec une avance de 627 voix. Elle se concentre sur les questions liées au système d'éducation pour les besoins spécifiques (SEND), la sécurité routière et l'impact des eaux usées sur les rivières.